# Sterrebosch
Het huis Sterrebosch is een gemeentelijk monument aan het Stationsplein in Baarn in de provincie Utrecht.
Sterrebosch is oorspronkelijk het koetshuis van villa Baarnsteyn dat op de hoek met de Stationsweg stond. Het werd in 1878 gebouwd voor Guimond de Briquemond, intendant van Paleis Soestdijk.
In 1916 volgde een grote renovatie onder leiding van architect J. de Lugt. Hierbij werd het pand gemoderniseerd en verhoogd.
De ingang van het gepleisterde huis is onder een luifel in de linker zijgevel. Aan de straatzijde is een erker aangebouwd.